# Fernand Jacquet
Fernand Maximillian Leon Jacquet, belgijski častnik, vojaški pilot in letalski as, * 2. november 1888, Petit Chapelle, † 12. oktober 1947, Beaumont.
Capitaine-Commandant Jacquet je v svoji vojaški službi dosegel 7 zračnih zmag.

## Življenjepis
Oktobra 1907 je vstopil v vojaško akademijo. Sprva je služil kot pehotni častnik, nato pa je 25. februarja 1913 končal pilotsko šolanje. Razporejen je bil v 2me Escadrille, nato pa leta 1915 v 1ere Escadrille. 17. aprila 1915 je postal prvi belgijski vojaški pilot, ki je dosegel zračno zmago. Decembra 1916 je postal poveljnik 1me Escadrille. Leta 1917 je kot prvi pilot prepeljal kralja Alberta II. na fronto. Februarja 1918 je na prošnjo kralja prevzel poveljstvo novo ustanovljene Groupe de Chasse. V boju je letel z Farmani, Sopwith 1½ Strutter in Spad S.XI.
Leta 1920 je izstopil iz oboroženih sil. Naslednje leto je odprl letalsko šolo v Gosseliesu. Med drugo svetovno vojno je bil pripadnik odporniškega gibanja, dokler ga niso Nemci leta 1942 razkrili in zaprli.

## Odlikovanja
- vitez reda krone s palmo
- vitez legije časti
- red svete Ane
- Distinguished Flying Cross (DFC)
- Croix de Guerre s šestimi palmami (Francija)
- Croix de Guerre (Belgija)